# Dalibor Riccardi
Dalibor Riccardi (ur. 4 września 1983 w Borgo Maggiore) – polityk i piłkarz San Marino.

## Życiorys
Trenował piłkę nożną i padel. Absolwent uniwersytetu w Urbino. Grał jako obrońca w następujących drużynach: S.S. Cosmos (2008-2010), SS Folgore Falciano Calcio (2001-2013), AC Libertas (2013-2014), AC Virtus (2014-2016).
W 2010 wybrany do rady miasta w Serravalle na dwie kadencje. W 2016 wybrany do Wielkiej Rady Generalnej z ramienia Partii Socjalistów i Demokratów. W tym czasie jego ojciec Marino Riccardi pełnił funkcję jednego z kapitanów-regentów. W 2019 wybrany ponownie z ramienia partii Libera. Wybrany na stanowisko kapitana regenta wraz z Franceską Civerchia na okres od 1 października 2024 do 1 kwietnia 2025.